# D (тип підводних човнів США)
| ПЧ типу «D»                | ПЧ типу «D»                                        | ПЧ типу «D»                                        |
| -------------------------- | -------------------------------------------------- | -------------------------------------------------- |
| D-class submarine          |                                                    |                                                    |
|                            |                                                    |                                                    |
|                            |                                                    |                                                    |
| Під прапором               | США                                                | США                                                |
| Спуск на воду              | 1909—1910 рр (3 човни)                             | 1909—1910 рр (3 човни)                             |
| Виведений зі складу флоту  | 1922 р                                             | 1922 р                                             |
| Сучасний статус            | утилізовані,                                       | утилізовані,                                       |
| Проєкт                     |                                                    |                                                    |
| Основні характеристики     |                                                    |                                                    |
| Швидкість (надводна)       | 12 вузлів (22 км/год)                              | 12 вузлів (22 км/год)                              |
| Швидкість (підводна)       | 9,5 вузлів (17,6 км/год)                           | 9,5 вузлів (17,6 км/год)                           |
| Гранична глибина занурення | 61м                                                | 61м                                                |
| Екіпаж                     | 15 осіб (1 офіцер і 14 матросів)                   | 15 осіб (1 офіцер і 14 матросів)                   |
| Розміри                    |                                                    |                                                    |
| Довжина найбільша (по КВЛ) | 41,10 м                                            | 41,10 м                                            |
| Ширина корпусу найб.       | 4,24 м                                             | 4,24 м                                             |
| Середня осадка (по КВЛ)    | 3,56 м                                             | 3,56 м                                             |
| Озброєння                  |                                                    |                                                    |
| Торпедно- мінне озброєння  | 4 носових ТА калібру 18 дюймів — 467 мм, 4 торпеди | 4 носових ТА калібру 18 дюймів — 467 мм, 4 торпеди |
| Зображення на Вікісховищі  |                                                    |                                                    |

Підводні човни типу «D» — три однотипних човни ВМС США побудованих на верфі в Квінсі (Массачусетс) на замовлення Electric Boat Company з Гротон, Коннектикут. Їх проєкт продовжував тенденцію швидкого зростання розмірів в порівнянні з їх попередниками, де маса тих човнів досягла 337 тон при занурені у порівнянні з 279 тонами у їх попередників з типу С. Вони були також першими підводними човнами США що мали чотири торпедних апарати. Усі три кораблі служили під час Першої світової війни, зокрема і як навчальні.

## Конструкція
У ці човни включені деякі функції, призначені для підвищення надводної швидкості, які були стандартними на американських підводних човнів цієї епохи, в тому числі і наявність малого розбірного вітрила і обертових кришок над дулами торпедних апаратів. Рушії човнів були двохвальними. Була також вдосконалена рубка.

## Представники
- USS D-1 (SS-17) — спущений на воду 8 вересня 1909 з назвою «Narwhal». Переданий флоту 23 листопада 1909. Перейменований в D-1 17 листопада 1911. Виведений з експлуатації 8 лютого 1922 і проданий на металобрухт.[1]
- USS D-2 (SS-18) — спущений на воду 16 червня 1909 з назвою «Grayling». Переданий флоту . Перейменований в D-2 17 листопада 1911. Виведений з експлуатації 18 січня 1922 і проданий на металобрухт.[2]
- USS D-3 (SS-19) — спущений на воду 12 березня 1910 з назвою Salmon. Переданий флоту 8 вересня 1910. Перейменований в D-3 17 листопада 1911. Виведений з експлуатації 20 березня 1922 і проданий на металобрухт.[3]